# Фини, Козимо
Ко́зимо Фи́ни (итал. Cosimo Fini; псевдоним Гуэ́ Пеке́ньо, итал. Gué Pequeno; наиболее известен как Гуэ́рчо, итал. Il Guercio; род. 25 декабря 1980, Милан, Италия) — итальянский рэпер и музыкальный продюсер, участник групп Клуб Дого и Дого Ганг.

## Биография
Козимо Фини начал свою музыкальную карьеру в 1996 году под своим именем — Фини. Спустя год взял псевдоним Гуэрчо, когда он встретил Джейка Ла Фурию. Дружба между ними привела к формированию группы Sacre Scuole, к которой присоединяется Дарген Д'Амико, бывший одноклассник Пекеньо. Битмейкер Дон Джо становится тем временем их близким партнёром. Трио выпустит только один диск, 3 MC’s al cubo, и распадётся из-за разногласий между Д’Амико и Ла Фуриа, после этого Фими поменял псевдоним на Гуэ Пекеньо. Остальные участники вместе с Доном Джо позже соберутся в «Клуб Доджо». В течение этого периода Пекеньо участвовал в записи нескольких альбомов и микстейпов, в том числе 50 Emcee’s Pt. 1 группы ATPC и Tutti x uno DJ Enzo.
В 2005 году Гуэ Пекеньо выпустил мини-альбом «Hashishinz Sound Vol.1» вместе с итальянско-ангольским продюсером Делетерио, а в следующем году выпустил микстейп «Fastlife Mixtape Vol.1» (рус. Быстрая Жизнь Том 1), сведённый вместе с DJ Harsh, а затем три года спустя «Fastlife Mixtape Vol.2 - Faster Life» (рус. Быстрая Жизнь Том 2 - Жизнь Быстрее).
На протяжении многих лет он сотрудничал с крупнейшими художниками андеграундной сцены, в том числе Нойзом Наркосом из TruceKlan, J-Axe, Marracash и Entics. C 2005 по 2012 год выступал сольно. В 2010 году Пекеньо опубликовал книгу «Закон о собаках» (итал. La legge del cane), написанную вместе с Джейком Ла Фуриа. В марте 2011 года выступал на Radio Deejay с программой «One Day Dogs».
Весной 2015 года Козимо возобновил свой контракт с Universal Music Group и объявил о подписании для Def Jam Recordings, тем самым став первым итальянским художником, подписавшим лейбл. После этого рэпер выпустил видеоклип на неизданную песню под названием «Акула»
4 января 2016 года, через социальные сети, рэпер объявил о создании студийного альбома вместе с Marracash. Альбом называется Santeria и состоит из пятнадцати композиций. 31 марта 2017 года дуэт выпустил альбом Santeria Live, содержащий весь концерт, который они провели в Alcatraz в Милане.
6 июня рэпер объявил о четвёртом сольном альбоме Gentleman, который вышел 30 числа того же месяца и состоял из нескольких композиций в сотрудничестве с различными музыкантами, в том числе Sfera Ebbasta и Marracash.
14 июня 2020 года рэпер анонсировал свой седьмой альбом Mr. Fini, который он назвал "колоссальным". Альбом вышел 26 числа того же месяца. Сингл Chico достиг пятого места в чарте Top Singles. В декабре 2020 года рэпер выпустил неизданный фристайл Vita veloce, спродюсированный DJ Harsh.

## Дискография
- Альбомы
  - 2011 — Il ragazzo d’oro  2 × золотой
  - 2013 — Bravo ragazzo  1 × платиновый
  - 2015 — Vero.  1 × золотой
  - 2016 — Santeria (с Marracash)  1 × платиновый
  - 2017 — Gentleman (с Сфера Эббаста, Marrachash)  2 × платиновый
  - 2018 — Sinatra
  - 2019 — Gelida Estate EP
  - 2020 — Mr. Fini
  - 2021 — Fastlife 4
  - 2021 — GVESVS
  - 2022 — Senza Benzina
  - 2023 — Madreperla